# Hosakere, Mulbagal
Hosakere là một làng thuộc tehsil Mulbagal, huyện Kolar, bang Karnataka, Ấn Độ.